# Major Matt Mason
Major Matt Mason è stata una popolare linea di action figure a tematica spaziale/fantascientifica prodotta dalla Mattel a partire dal 1966.

## Caratteristiche
Major Matt Mason è una serie di action figure bendy flexy (cioè dotate di un'anima in metallo, solitamente ottone, ricoperta di gomma morbida, che ne va a formare il corpo, i cui arti sono così completamente flessibili in ogni direzione), che rappresenta un gruppo di astronauti terrestri a cui successivamente è stato affiancato un gruppo di "alieni". L'unico elemento non flessibile è la testa, sormontata da un casco con visiera trasparente.
Ogni componente del gruppo "terrestre" rappresenta un astronauta statunitense e indossa perciò una tuta spaziale di differente colore per ogni personaggio, il cui design venne ispirato da riviste a tematica astronautica come Life Magazine, Air Force Magazine o Jane's. Il gruppo "extraterrestre" rappresenta invece svariati alieni di fantasia aventi le fogge più disparate.

## Storia

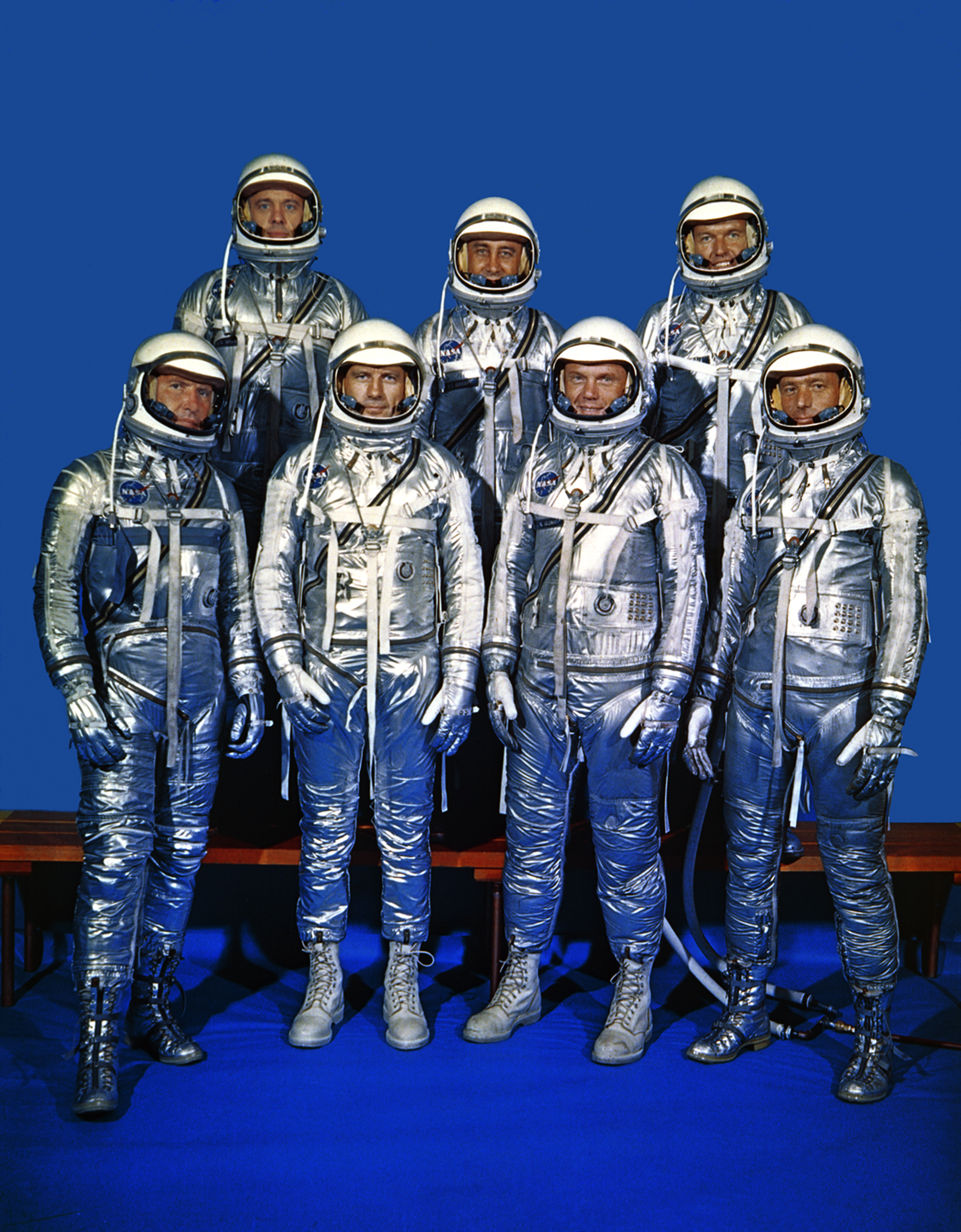
Gli astronauti del Programma Mercury

Major Matt Mason venne prodotto negli Stati Uniti a partire dal 1966, a seguito dell'interesse conseguente alla corsa allo spazio e al Programma Apollo, che porterà gli americani sulla Luna nel 1969. Il primo personaggio, Major Matt Mason, e i seguenti astronauti componenti il gruppo di quattro figure chiamate "The Men in Space", vennero realizzati ispirandosi agli astronauti del Programma Mercury, ma ebbero una notevole influenza nel design delle tute spaziali dotate di snodi "a fisarmonica", anche le illustrazioni apparse in riviste che affrontavano il tema dell'esplorazione spaziale quali Life Magazine, Air Force Magazine o Jane's.
La linea di giocattoli Major Matt Mason è stata distribuita anche in Centro e Sud America, con il nome di Capitan Meteoro, prodotta dalla messicana Cipsa (la stessa, in seguito, produrrà in licenza anche il personaggio di Big Jim, ribattezzato Kid Acero per il mercato sudamericano). Venne inoltre distribuita in Europa come Major Matt nel Regno Unito e Major Matt Mason negli altri paesi, a partire dal 1968. In Italia venne inizialmente distribuito dalla Baravelli e in seguito dalla stessa Mattel italiana, con marchio Mattel S.p.A. Giocattoli. Il personaggio, inoltre, era protagonista di un fumetto pubblicato sulla rivista Il Corriere dei Piccoli.
La produzione della linea di giocattoli ebbe termine nei primi anni settanta, quando il programma spaziale perse di interesse e il mercato delle action figure destinate al pubblico maschile, inizialmente orientato verso tematiche militaresche e spaziali, si spostò verso tematiche sportive e avventurose. In conseguenza anche della fallimentare Guerra del Vietnam, il personaggio di G.I. Joe della Hasbro abbandonò le tematiche militaresche che lo caratterizzavano per indirizzarsi verso ambientazioni sportive e avventurose, la Mego a sua volta produsse il personaggio di Action Jackson (Amico Jackson in Italia) e la Mattel iniziò a commercializzare la linea Big Jim.

## Personaggi

### The Men in Space
- Major Matt Mason: il primo personaggio, e inizialmente anche l'unico, realizzato per la linea, Major Matt Mason è dotato di una tuta bianca avente snodi neri. Nelle prime versioni il corpo veniva prodotto in gomma bianca e i dettagli colorati di nero o argento, in seguito, data la tendenza del colore nero a staccarsi, venne prodotto in gomma nera, colorata di bianco. Si tratta di un tipico maschio caucasico statunitense dai capelli castani corti tagliati a spazzola.[2]
- Sgt Storm: il secondo personaggio prodotto, anch'egli caucasico ma dai capelli biondi e dotato di una tuta da astronauta di colore rosso.[2]
- Doug Davis: uno scienziato che opera nella missione spaziale comandata da Major Matt Mason, caucasico dai capelli scuri, ricorda nei tratti vagamente il futuro personaggio di Big Jim. È dotato di una tuta da astronauta di color giallo.[2]
- Jeff Long: un altro scienziato, afroamericano, specializzato in rocce spaziali. È dotato di una tuta da astronauta di colore blu.[2]

### Alieni
- Callisto: abitante di Giove, dalla pelle verde trasparente, Callisto è un alieno "amico" che collabora con il team di astronauti terrestri.[2]
- Scorpio: alieno di color fucsia/viola dall'aspetto insettoide e dotato di un sistema di illuminazione autonoma, similare a quello di Captain Lazer, che gli permette di illuminare gli occhi e la bocca. È inoltre dotato di un apparato "sparante" con il quale è possibile lanciare delle palle dall'altezza dell'addome. Scorpio considerato il "cattivo" della linea, il "nemico" di Major Matt Mason.[2]
- Or: alieno che veniva venduto assieme al suo Orbitor, elica che poteva venir fatta ruotare e quindi lanciata in aria attraverso uno speciale apparato.[5]

### Altro
- Captain Lazer: personaggio di dimensioni maggiori rispetto agli altri personaggi della linea (12"), e con il corpo in plastica rigida, anziché in gomma e filo di metallo, è un giocattolo a parte. Captain Lazer è un uomo spaziale, abbigliato in una tuta fantascientifica di colore azzurro e con elmetto e stivali argentati. Il giocattolo è dotato di un sistema di illuminazione alimentato a batteria, che permette di illuminare gli occhi e il "raggio" della pistola laser che impugna.[2]

## Accessori
La linea di action figure venne dotata di numerosi accessori. In particolare vennero commercializzati playset comprendenti basi spaziali (Lunar Base Command Set), veicoli per muoversi sulla superficie lunare (Uni-Tred Space Hauler, Space Travel Pak, Space Discovery Set), capsule spaziali (Star Seeker), navicelle spaziali (Reentry Glider), dischi volanti e veicoli alieni (Orbitor, destinato all'alieno Or), una sorta di esoscheletro per compiere operazioni di analisi ed esplorazione sulla superficie lunare (Super Power Set), ecc.

## Eredità

### Colorform Aliens
La linea di action figure The Outer Space Men, anche conosciuta come Colorform Alien, disegnata da Mel Birnkrant e prodotta dalla Colorforms Company nel 1968, risulta ampiamente influenzata dalla linea Major Matt Mason. I personaggi che ne fanno parte, di altezza variabile tra i 3,5 ai 7 pollici, rappresentano tutti alieni provenienti da pianeti del nostro sistema solare come da altre parti della galassia.
Nel 2008 Birnkrant ha dato vita ad una nuova linea di alieni prodotta dalla ditta The Outer Space Men, LLC, da lui stesso fondata in società con Gary Schaeffer.

### Big Jim
Major Matt Mason fu una delle prime action figure destinate al pubblico maschile prodotte dalla Mattel. Chiusa questa linea di giocattoli, la Mattel mise sul mercato la ben nota linea di action figure Big Jim, destinata a ereditare alcune caratteristiche o idee sviluppate inizialmente per la linea Major Matt Mason.
Così come per la linea Major Matt Mason, infatti, anche Big Jim era inizialmente costituito da un gruppo di uomini tra i quali si differenzia principalmente un bianco dai capelli scuri (Big Jim), un afroamericano (Big Jack) e un biondo (Big Jeff). Il personaggio principale della linea, Big Jim, ricorda molto da vicino i tratti caratteristici del personaggio Doug Davis della linea Major Matt Mason, tanto che la testa ne sembrerebbe un aggiornamento.
Tra le idee sviluppate nella linea Major Matt Mason riutilizzate per la linea Big Jim c'è il personaggio di Captain Lazer, uomo spaziale dotato di una illuminazione interna che permette di accendere gli occhi, e che venne rielaborato nel personaggio Capitan Laser della serie Big Jim, dotato del medesimo sistema di illuminazione e di un costume che ricordano il primo.
Altra idea riciclata all'interno della linea Big Jim appare l'accessorio Supernaut Power-Limbs, una sorta di esoscheletro spaziale robotico che permetteva all'astronauta di compiere determinate operazioni particolarmente difficoltose o pericolose. L'idea e una parte dei componenti di tale accessorio vennero riutilizzati per un simile esoscheletro destinato al personaggio di Big Jim 004, il set Space Robot o Robot Spaziale.
A partire dagli anni sessanta, vennero introdotti i giocattoli "parlanti", dotati di sistema a dischi microsolco meccanico che permetteva al giocattolo di riprodurre alcune frasi standard. Il sistema adottato dal Major Matt Mason "Talking", ovvero di nascondere il meccanismo per riprodurre il suono in uno zainetto (nel caso specifico lo zainetto per far "volare" il personaggio) aggiunto al personaggio standard, contiene in sé più di un'idea in seguito riutilizzata nella linea Big Jim. Anche quest'ultimo, infatti, venne dotato in più occasioni di uno zainetto "parlante". Il sistema a zainetto che dovrebbe far volare il personaggio, simile a quello utilizzato da James Bond nel film Agente 007 - Thunderball (Operazione tuono), in seguito venne adottato anche da Big Jim con l'accessorio Gyrocopter o Giroplano.

## Film
Nel 2012 è stata annunciata la produzione di un film ispirato al giocattolo della Mattel, diretto da Robert Zemeckis e con Tom Hanks nella parte di Major Matt Mason. Il titolo rimane comunque ancora come annunciato e dal 2012 non sono ancora emerse novità sostanziali sull'effettiva produzione del film, Robert Zemeckis e Tom Hanks risultano attualmente impegnati in altri progetti.